# Zürcher Hallen-Handballturnier 1939
Das 1. Zürcher Hallen-Handballturnier fand 1939 in der Tennishalle Albisrieden in Zürich statt. Es war das erste Hallen-Handballturnier in Zürich.

## Modus
Die Spielzeit betrug zweimal 10 Minuten.
Weil nur acht Mannschaften für das Turnier zugelassen wurden, wurde am Mittwoch vor dem Turnier ein Ausscheidungsturnier veranstaltet.

## Ausscheidungsturnier

### Gruppe I
| Pl.                              |  | Verein                  | Sp. | S | U | N | Tore   | Diff. | Punkte |
| -------------------------------- |  | ----------------------- | --- | - | - | - | ------ | ----- | ------ |
| 1.                               |  | Grasshopper Club Zürich | 2   | 2 | 0 | 0 | 031:30 | +28   | 04:00  |
| 2.                               |  | TV Wiedikon             | 2   | 1 | 0 | 1 | 09:170 | −8    | 02:20  |
| 3.                               |  | TV Enge                 | 2   | 0 | 0 | 2 | 03:230 | −20   | 00:40  |
| Quelle: NZZ, Stand: 5. März 1939 |  |                         |     |   |   |   |        |       |        |

| Zum Ausscheidungsturnierende 1939: |                                    |
|                                    |                                    |
|                                    | Qualifikation für den Viertelfinal |

| Mittwoch, 1. März 1939 | Grasshopper Club Zürich | 16:1 | TV Enge | Tennishalle Albisrieden, Zürich |
| Mittwoch, 1. März 1939 |                         |      |         | Tennishalle Albisrieden, Zürich |
| Mittwoch, 1. März 1939 |                         |      |         | Tennishalle Albisrieden, Zürich |

| Mittwoch, 1. März 1939 | TV Enge | 2:7 | TV Wiedikon | Tennishalle Albisrieden, Zürich |
| Mittwoch, 1. März 1939 |         |     |             | Tennishalle Albisrieden, Zürich |
| Mittwoch, 1. März 1939 |         |     |             | Tennishalle Albisrieden, Zürich |

| Mittwoch, 1. März 1939 | Grasshopper Club Zürich | 15:2 | TV Wiedikon | Tennishalle Albisrieden, Zürich |
| Mittwoch, 1. März 1939 |                         |      |             | Tennishalle Albisrieden, Zürich |
| Mittwoch, 1. März 1939 |                         |      |             | Tennishalle Albisrieden, Zürich |

### Gruppe II
| Pl.                              |  | Verein                     | Sp. | S | U | N | Tore   | Diff. | Punkte |
| -------------------------------- |  | -------------------------- | --- | - | - | - | ------ | ----- | ------ |
| 1.                               |  | TV Unterstrass             | 2   | 2 | 0 | 0 | 013:40 | +9    | 04:00  |
| 2.                               |  | Grasshopper Club Zürich II | 2   | 1 | 0 | 1 | 012:80 | +4    | 02:20  |
| 3.                               |  | LC Zürich                  | 2   | 0 | 0 | 2 | 03:160 | −13   | 00:40  |
| Quelle: NZZ, Stand: 5. März 1939 |  |                            |     |   |   |   |        |       |        |

| Zum Ausscheidungsturnierende 1939: |                                    |
|                                    |                                    |
|                                    | Qualifikation für den Viertelfinal |

| Mittwoch, 1. März 1939 | Grasshopper Club Zürich II | 8:3 | LC Zürich | Tennishalle Albisrieden, Zürich |
| Mittwoch, 1. März 1939 |                            |     |           | Tennishalle Albisrieden, Zürich |
| Mittwoch, 1. März 1939 |                            |     |           | Tennishalle Albisrieden, Zürich |

| Mittwoch, 1. März 1939 | TV Unterstrass | 8:0 | LC Zürich | Tennishalle Albisrieden, Zürich |
| Mittwoch, 1. März 1939 |                |     |           | Tennishalle Albisrieden, Zürich |
| Mittwoch, 1. März 1939 |                |     |           | Tennishalle Albisrieden, Zürich |

| Mittwoch, 1. März 1939 | TV Unterstrass | 5:4 n. V. | Grasshopper Club Zürich II | Tennishalle Albisrieden, Zürich |
| Mittwoch, 1. März 1939 |                |           |                            | Tennishalle Albisrieden, Zürich |
| Mittwoch, 1. März 1939 |                |           |                            | Tennishalle Albisrieden, Zürich |

### Gruppe III
| Pl.                              |  | Verein                   | Sp. | S | U | N | Tore    | Diff. | Punkte |
| -------------------------------- |  | ------------------------ | --- | - | - | - | ------- | ----- | ------ |
| 1.                               |  | Sportgesellschaft Zürich | 2   | 2 | 0 | 0 | 019:80  | +11   | 04:00  |
| 2.                               |  | HC Amicitia              | 2   | 1 | 0 | 1 | 020:100 | +10   | 02:20  |
| 3.                               |  | Wipkingen                | 2   | 0 | 0 | 2 | 03:240  | −21   | 00:40  |
| Quelle: NZZ, Stand: 5. März 1939 |  |                          |     |   |   |   |         |       |        |

| Zum Ausscheidungsturnierende 1939: |                                    |
|                                    |                                    |
|                                    | Qualifikation für den Viertelfinal |

| Mittwoch, 1. März 1939 | HC Amicitia | 7:8 n. V. | Sportgesellschaft Zürich | Tennishalle Albisrieden, Zürich |
| Mittwoch, 1. März 1939 |             |           |                          | Tennishalle Albisrieden, Zürich |
| Mittwoch, 1. März 1939 |             |           |                          | Tennishalle Albisrieden, Zürich |

| Mittwoch, 1. März 1939 | Sportgesellschaft Zürich | 11:1 | Wipkingen | Tennishalle Albisrieden, Zürich |
| Mittwoch, 1. März 1939 |                          |      |           | Tennishalle Albisrieden, Zürich |
| Mittwoch, 1. März 1939 |                          |      |           | Tennishalle Albisrieden, Zürich |

| Mittwoch, 1. März 1939 | HC Amicitia | 13:2 | Wipkingen | Tennishalle Albisrieden, Zürich |
| Mittwoch, 1. März 1939 |             |      |           | Tennishalle Albisrieden, Zürich |
| Mittwoch, 1. März 1939 |             |      |           | Tennishalle Albisrieden, Zürich |

### Gruppe IV
| Pl.                              |  | Verein              | Sp. | S | U | N | Tore    | Diff. | Punkte |
| -------------------------------- |  | ------------------- | --- | - | - | - | ------- | ----- | ------ |
| 1.                               |  | TV Kaufleute Zürich | 2   | 2 | 0 | 0 | 014:90  | +5    | 04:00  |
| 2.                               |  | Pfadi Sportsektion  | 2   | 1 | 0 | 1 | 011:110 | ±0    | 02:20  |
| 3.                               |  | Pfadi Glockenhof    | 2   | 0 | 0 | 2 | 07:120  | −5    | 00:40  |
| Quelle: NZZ, Stand: 5. März 1939 |  |                     |     |   |   |   |         |       |        |

| Zum Ausscheidungsturnierende 1939: |                                    |
|                                    |                                    |
|                                    | Qualifikation für den Viertelfinal |

| Mittwoch, 1. März 1939 | TV Kaufleute Zürich | 7:3 | Pfadi Glockenhof | Tennishalle Albisrieden, Zürich |
| Mittwoch, 1. März 1939 |                     |     |                  | Tennishalle Albisrieden, Zürich |
| Mittwoch, 1. März 1939 |                     |     |                  | Tennishalle Albisrieden, Zürich |

| Mittwoch, 1. März 1939 | Pfadi Glockenhof | 4:5 n. V. | Pfadi Sportsektion | Tennishalle Albisrieden, Zürich |
| Mittwoch, 1. März 1939 |                  |           |                    | Tennishalle Albisrieden, Zürich |
| Mittwoch, 1. März 1939 |                  |           |                    | Tennishalle Albisrieden, Zürich |

| Mittwoch, 1. März 1939 | TV Kaufleute Zürich | 7:6 | Pfadi Sportsektion | Tennishalle Albisrieden, Zürich |
| Mittwoch, 1. März 1939 |                     |     |                    | Tennishalle Albisrieden, Zürich |
| Mittwoch, 1. März 1939 |                     |     |                    | Tennishalle Albisrieden, Zürich |

## Zürcher Hallen-Handballturnier

### Turnierbaum
| Viertelfinal | Viertelfinal               | Viertelfinal             |       |                          | Halbfinal | Halbfinal | Halbfinal |  |  | Final | Final | Final |
|              |                            |                          |       |                          |           |           |           |  |  |       |       |       |
| IV-1         | TV Kaufleute Zürich        | 6                        |       |                          |           |           |           |  |  |       |       |       |
| III-2        | HC Amicitia                | 7                        |       |                          |           |           |           |  |  |       |       |       |
| III-2        | HC Amicitia                | 7                        | III-2 | HC Amicitia              | 4         |           |           |  |  |       |       |       |
|              |                            |                          | III-2 | HC Amicitia              | 4         |           |           |  |  |       |       |       |
|              | III-1                      | Sportgesellschaft Zürich | 9     |                          |           |           |           |  |  |       |       |       |
| III-1        | III-1                      | Sportgesellschaft Zürich | 9     | Sportgesellschaft Zürich | 7         |           |           |  |  |       |       |       |
| III-1        |                            |                          |       | Sportgesellschaft Zürich | 7         |           |           |  |  |       |       |       |
| I-2          | TV Wiedikon                | 5                        |       |                          |           |           |           |  |  |       |       |       |
| I-2          | TV Wiedikon                | 5                        | III-1 | Sportgesellschaft Zürich | 4         |           |           |  |  |       |       |       |
|              |                            |                          |       | Sportgesellschaft Zürich | 4         |           |           |  |  |       |       |       |
|              | I-1                        | Grasshopper Club Zürich  | 11    |                          |           |           |           |  |  |       |       |       |
| II-1         | I-1                        | Grasshopper Club Zürich  | 11    | TV Unterstrass           | 6         |           |           |  |  |       |       |       |
| II-1         |                            |                          |       | TV Unterstrass           | 6         |           |           |  |  |       |       |       |
| II-2         | Grasshopper Club Zürich II | 3                        |       |                          |           |           |           |  |  |       |       |       |
| II-2         | Grasshopper Club Zürich II | 3                        | II-1  | TV Unterstrass           | 2         |           |           |  |  |       |       |       |
|              |                            |                          | II-1  | TV Unterstrass           | 2         |           |           |  |  |       |       |       |
|              | I-1                        | Grasshopper Club Zürich  | 3     |                          |           |           |           |  |  |       |       |       |
| I-1          | I-1                        | Grasshopper Club Zürich  | 3     | Grasshopper Club Zürich  | 15        |           |           |  |  |       |       |       |
| I-1          |                            |                          |       | Grasshopper Club Zürich  | 15        |           |           |  |  |       |       |       |
| IV-2         | Pfadi Sportsektion         | 0                        |       |                          |           |           |           |  |  |       |       |       |

### Viertelfinal
| Sonntag, 5. März 1939 | TV Kaufleute Zürich | 6:7 | HC Amicitia | Tennishalle Albisrieden, Zürich |
| Sonntag, 5. März 1939 | (3:4)               |     |             | Tennishalle Albisrieden, Zürich |
| Sonntag, 5. März 1939 |                     |     |             | Tennishalle Albisrieden, Zürich |

| Sonntag, 5. März 1939 | Sportgesellschaft Zürich | 7:5 | TV Wiedikon | Tennishalle Albisrieden, Zürich |
| Sonntag, 5. März 1939 | (3:1)                    |     |             | Tennishalle Albisrieden, Zürich |
| Sonntag, 5. März 1939 |                          |     |             | Tennishalle Albisrieden, Zürich |

| Sonntag, 5. März 1939 | TV Unterstrass | 6:3 | Grasshopper Club Zürich II | Tennishalle Albisrieden, Zürich |
| Sonntag, 5. März 1939 | (3:1)          |     |                            | Tennishalle Albisrieden, Zürich |
| Sonntag, 5. März 1939 |                |     |                            | Tennishalle Albisrieden, Zürich |

| Sonntag, 5. März 1939 | Grasshopper Club Zürich | 15:0 | Pfadi Sportsektion | Tennishalle Albisrieden, Zürich |
| Sonntag, 5. März 1939 | (8:0)                   |      |                    | Tennishalle Albisrieden, Zürich |
| Sonntag, 5. März 1939 |                         |      |                    | Tennishalle Albisrieden, Zürich |

### Halbfinal
| Sonntag, 5. März 1939 | HC Amicitia | 4:9 | Sportgesellschaft Zürich | Tennishalle Albisrieden, Zürich |
| Sonntag, 5. März 1939 |             |     |                          | Tennishalle Albisrieden, Zürich |
| Sonntag, 5. März 1939 |             |     |                          | Tennishalle Albisrieden, Zürich |

| Sonntag, 5. März 1939 | TV Unterstrass                                         | 2:3 | Grasshopper Club Zürich                         | Tennishalle Albisrieden, Zürich |
| Sonntag, 5. März 1939 | meiste Tore: Unbekannter Penaltyschütze & Guyer (je 1) |     | meiste Tore: Hober, Pfister & Hegenbrock (je 1) | Tennishalle Albisrieden, Zürich |
| Sonntag, 5. März 1939 | Strafen: 1×                                            |     |                                                 | Tennishalle Albisrieden, Zürich |

### Final
| Sonntag, 5. März 1939 | Sportgesellschaft Zürich | 4:11 | Grasshopper Club Zürich | Tennishalle Albisrieden, Zürich |
| Sonntag, 5. März 1939 | (2:3)                    |      |                         | Tennishalle Albisrieden, Zürich |
| Sonntag, 5. März 1939 |                          |      |                         | Tennishalle Albisrieden, Zürich |